# Robert Polidori
Robert Polidori (Montréal, 1951.–) kanadai fényképészt elsősorban építészeti és városi fényképészeti munkásságáról ismerhetjük. A The New Yorker fotográfusa, gyakran jelennek meg alkotásai különböző magazinokban (Vanity Fair, Condé Nast Traveler, Newsweek, Wallpaper) és könyvekben.

## Életrajz
Polidori 1951-ben született a kanadai Montréalban, francia-kanadai anya és korzikai apa fiaként. Tízéves volt, amikor az Egyesült Államokba költözött. 1969-ben Jonas Mekas filmkészítő asszisztenseként New Yorkban kapott állást az Anthology Film Archives intézetében, ahol a 70-es évek elején több avantgárd filmet is forgatott. Felsőfokú tanulmányait 1980-ban fejezte be a buffalói State University of New York egyetemen. Figyelme ezt követően a filmezéshez kapcsolódó standfényképészet felé fordult (standfotós az, aki a film cselekményét fényképezi, a film népszerűsítéséhez készítve felvételeket). 1987-től New York mellett Párizst is lakhelyévé választotta. 2009-ben felvette az amerikai állampolgárságot.

## Felszerelése
Felvételeihez nagy formátumú, egyedi készítésű Kipp Wettstein fényképezőgépet használ. Világítástechnikailag fényképeit természetes fény mellett, egyetlen hosszú záridejű expozícióval készíti. Tónusokban gazdag, igéző felvételeihez hosszú órákat várakozik a megfelelő fényre, a fényképezőgép szögeinek aprólékos kalibrációja közben.

## Munkássága
Polidori munkásságának középpontjában az emberi életterek és ezek környezetének bemutatása áll. Sajátossága, hogy ezek általában visszatekintések, amelyek során az emberi jelenlét közvetve válik érezhetővé. Karrierje a 80-as évek közepén indult, amikor engedélyt kapott a versailles-i kastély rekonstrukciós munkáinak dokumentálására. Ezt 1985-ben kezdte el, és több mint 26 éven keresztül folytatta. Az elkészült sorozatokat 2008-ban mutatták be az Edwynn Houk Gallery-ben. Képeivel utazásra hív, felvételei láttán elkezdünk gondolkodni, elképzeljük, milyen lehetett az adott korban élni. Az építészettel és a színekkel kapcsolatos kifinomult ízlésvilágáról híres művész széles körű gyakorlatával az emberi érzékenység és történelem nyomait üres belsőtereken keresztül ragadja meg.
Az elmúlt évtizedekben Polidori munkássága során több kontinenst is bejárt. Felvételeket készített az indiai Goában (1996), Kuba fővárosában, Havannában (1997, 2000, 2002), Bejrútban (1994, 1996), Jordániában (1996), Brazíliában (1998), Alexandriában, Csernobilban és Pripjaty-ban (2001). 2006-ban megbízást kapott a Katrina hurrikán New Orleansi pusztításának bemutatására. Összetett, nagyon részletes alkotásai hatása alá kerülve a szemlélőben egyre több és több kérdés fogalmazódik meg műveivel kapcsolatban. Figyelembe véve a mai modern lencserendszerek sajátosságait, részletes elemzői érzésvilágának kifejezéséhez leginkább reneszánsz előtti és reneszánsz kori perspektivikus ábrázolási formát választ.
Polidori elutasítja Henri Cartier-Bresson elképzelését a „döntő pillanatról”, amely lehetővé tenné az igazság megragadását. Ehelyett a minőséget, illetve a szépséget helyezi előtérbe, a nyugalmat és a lehetőséget az elmélkedésre. Egy antropológus szakszerűségével ragadja meg és meséli el az ember jelenlétét a már elhagyatott helyeken készített felvételein keresztül. Vizuális bizonyítékokat gyűjt. Művei egyben vizsgálatok is az emberi viselkedési szokások pszichológiai vonzatáról. A különböző tereket metaforaként használja, tárolódobozaként megannyi emléknek, amelyek magukon viselik a jelen és a régmúlt élet nyomait. Ezek a jelek bizonyos esetekben magán jellegűek, bizonyos esetekben szociális tartalmúak. Történelmi jelleget, illetve néha ökológiai jelentést hordoznak magukon. Fényképein az idő nyomai esetenként felnagyítódnak, esetenként a brutális valóságukban mutatkoznak meg. Szűk képkivágásai és élénk színei új perspektívát hoznak bárminek, amit fotóz. Ezeken az emberi jelenléttől mentes helyeken a csend uralkodik, a csend, amely telve van jelentéssel. Szenvedélyes rajongása és kíváncsisága a történelem, a filozófia és az ősi kultúrák iránt kimeríthetetlen. Munkássága több mint építészeti fotográfia – pszichológiai, filozófiai és szociológiai üzeneteket hordoz. Az emberi események követéséből látható egy-egy társadalom átalakulásának folyamata, amelynek üzenete képekben sokkal hatásosabban átvihető. A képeknek ennek megfelelően valódi jelentés tulajdonítható.
Ha egy kép kifinomult, az vagy felidézhető marad, vagy közvetlenül beépül a képzeletedbe. A képek hatással lesznek a hangulatodra, érzelmileg befolyásolnak. A néző a szemlélődés során egyre inkább bevonódik, így egyre többet fog beleadni saját magából is az értelmezésbe. Minél részletesebb egy felvétel, annál több a mondanivalója, egy régi kifejezéssel élve: egyetlen kitaláció sem lehet olyan furcsa, mint maga a valóság. A valóság a legszélsőségesebb ellentmondások és egymással összefüggő dolgok egyvelege, amelyet még felfogni is képtelenség.
A különböző helyekről készített felvételeiről legtöbbször hiányzik az emberi jelenlét. Ezek a helyek általában kietlenek, elhagyatottak, fedetlenek, leromboltak, porral és törmelékkel borítottak, öreg bútorokkal és leomlott falakkal jellemezhetőek. Polidori elképzelése alapján a fényképet megtartja mindannak, amely nem mozdul, a mozgóképet pedig mindannak, amely mozgásban van. A mozgóképeken a szobák kevésbé vibrálnak, nem tűnnek olyan időtlennek és örökkévalónak, mint a fényképeken. Az emberek beszélnek és mozognak, a fotográfia ennek megfelelően csak töredezett üzeneteket hordozhat, a portrék így félrevezetőek, korlátosak, felidézhetnek ugyan dolgokat, de ezek jellegükből adódóan soha nem lehetnek elég pontosak. A felvételeken gyakran megjelenő szobák mint szimbólumok magát a szuper-egót jelképezik, a lelki élet anyagi vetületét. A szobák a felépítésükön, berendezéseiken keresztül a lakóik személyes látásmódját, értékítéletét, világban elképzelt és megélt helyüket szemléltetik.
Bevándorlóként születtem. Soha semmihez nem kötődtem, ugyanakkor mindenkihez kötődni akartam. Erre egyetlen lehetőséget találtam: elcsábítom az embereket azért, hogy aztán ellentmondások közepette hagyhassam őket, amelyekkel megküzdhessenek. Ha egy rakás problémával jelentem volna meg náluk, az első percben faképnél hagytak volna.

## Ellentmondásosság
Bár Polidori munkássága leginkább építészeti és városi fényképészetnek tekinthető, néhány felvétele – különösképpen a Katrina hurrikán következményeiről készültek – megosztja a nézőket. Egy hurrikánáldozatról készült felvétel erős kritikát kapott William Greiner New Orleansi fotográfustól. Továbbá a New Orleans-i sajtóban, valamint számos fotográfiai blogon is vitát váltott ki, amikor a Katrina hurrikán pusztítását szemléltető felvételei közül többet kereskedelmi célra használtak fel egy brazíliai dohányzásellenes kampányhoz.
A kritikusok véleménye szerint Polidori képeiből sokszor hiányzik a teljesség. Etikai alapelveket hág át azzal, hogy a tragédiák helyszínét mesterségesen gyönyörűnek tünteti fel. Az effajta esztétizálás fogalmilag zavaróan hat, mivel a nézőben hamis színben, elbagatellizálva mutatja be a valóságot és annak a tragédiával kapcsolatos okozati összefüggéseit. Polidori azonban nem érez semmilyen szégyent, miközben a tragédiák helyszíneit fényképezi, úgy próbálja ábrázolni a dolgokat, ahogyan azok a maguk valójában jelennek meg előtte. Soha nem próbál változtatni a helyszínen különböző dolgokkal feldíszítve azt.

## Díjak
Polidori munkásságáért 1999-ben és 2002-ben Alfred Eisenstaedt Award for Magazine Photography díjat kapott építészet témában. 1998-ban a Getty Museum építésének dokumentálásáért World Press Award for Art díjat kapott.

## Könyvei
- Points Between... Up Till Now (2010) 240 oldal
- Parcours Muséologique Revisité (2009) 744 oldal
- After The Flood. Editions Steidl, Göttingen (2006) 336 oldal
- Fotografie: Portfolio (2006)
- Robert Polidori’s Metropolis. Szöveg: Robert Polidori és Martin C. Pedersen. Metropolis/D.A.P., New York (2005) 144 oldal
- Zones of Exclusion Pripyat and Chernobyl. Editions Steidl, Göttingen (2003) 112 oldal
- Havana. Editions Steidl, Göttingen (2001) 160 oldal
- Palm Springs Weekend: The Architecture and Design of a Midcentury Oasis. Szöveg: Alan Hess. Chronicle Books, San Francisco (2001)160 oldal
- The Levant: History and Archeology in the Eastern Mediterranean. Szöveg: Pierre-Louis Gatier. Konemann Verlag Gesselschaft, Köln (2000)
- La Libye Antique: Cities perdues de L’Empire Romaine. Szöveg: Antonio and Jeanette di Vita. Editions Menges, Párizs (1999)
- Chateaux de la Loire. Szöveg: Jean-Marie Preouse de Montclos. Editions Menges, Párizs; Konemann Verlag Gesselschaft, Köln (1997)
- Sites Greco-Romaines de la Triploitane et Cyrenaique. Szöveg: Antonio and Jeanette di Vita. Editions Menges, Párizs; Konemann Verlag Gesselschaft, Köln (1997)
- Versailles. Szöveg: Jean-Marie Perouse de Monclos. Editions Menges, Párizs; Abbeville Press, New York; Edizione Magnus, Milánó; Konemann Verlag Gesselschaft, Köln (1991)

## Kiállításai
- 2011 	Pripyat and Chernobyl. Galerie Camera Work, Berlin; The Art of Collaboration with Bottega Veneta
- 2010 	Robert Polidori. Camera Work, Berlin
- 2008 	Versailles: Etats Transitoires. Edwynn Houk Gallery, New York
- 2007 	After the Flood. Jarach Gallery, Velence; Nicholas Metivier Gallery, Toronto
- 2006 	Edwynn Houk Gallery, New York; Flowers. London; Metropolitan Museum of Art, New York; Martin-Gropius-Bau, Berlin; the living is easy. Flowers, London
- 2005 	Nicholas Metivier Gallery, Toronto
- 2004 	Peabody Essex Museum, Salem, MA; Weinstein Gallery, Minneapolis; Contact, Toronto
- 2003 	Pace/MacGill Gallery, New York; Camera Work, Berlin
- 2001 	Grant Selwyn Fine Art, Los Angeles
- 2000 	Pace/MacGill Gallery, New York
- 1999 	Weinstein Gallery, Minneapolis; Robert Miller Gallery, New York; Gallery One, Toronto; Preview IV. Weinstein Gallery, Minneapolis
- 1998 	Weinstein Gallery, New York; St. Paul Companies, St. Paul
- 1997 	Institut du Monde Arabe, Paris; Robert Miller Gallery, New York
- 1994 	Conseil Generale de la Nievre, Nevers
- 1991 	Galerie Jaques Gordat, Párizs
- 1990 	Galerie Urbi et Orbi, Párizs
- 1989 	Chicago Art Institute, Chicago
- 1988 	Atelier des Cannettes, Mois de la Photo, Párizs
- 1983 	Braathen Fine Arts, New York
- 1982 	Braathen Fine Arts, New York
- 1981 	P. S. 1, Long Island City, New York
- 1980 	Braathen-Gallozzi Gallery, New York
- 1979 	CEPA Gallery, Buffalo, New York
- 1978 	International Center of Photography, New York
- 1975 	Whitney Museum of Art-New Filmmakers Program, New York; Bykert Gallery, New York
- 1970–1975	Anthology Film Archives